# Grand Rapids
Grand Rapids — залізний метеорит масою 51000 грам.